# Gyraulus circumstriatus
Gyraulus circumstriatus är en snäckart som först beskrevs av Tryon 1866.  Gyraulus circumstriatus ingår i släktet Gyraulus och familjen posthornssnäckor. IUCN kategoriserar arten globalt som livskraftig. Inga underarter finns listade i Catalogue of Life.